# Ougenweide
Ougenweide war eine deutsche Folk-Rock-Band und Vorreiterin des Mittelalter-Rock in Deutschland. Der Name rührt her vom mittelhochdeutschen Wort für Augenweide.

## Geschichte

### Anfänge
Eine Vorgängerband bestand Ende 1969 aus Frank Wulff, Michael Steinbeck, Jürgen Isenbart und Brigitte Blunck. Ougenweide wurde im Frühjahr 1970 in Hamburg gegründet. Von Beginn an setzte sich die Band das Ziel, vor allem mittelalterliche Lieder und Gedichte (neu) zu vertonen, wobei der Blickwinkel nie streng auf das Mittelalter beschränkt blieb. Die Band benannte sich nach dem gleichnamigen Lied von Neidhart von Reuental, der ersten gemeinsamen Komposition von Ougenweide (siehe auch: Strophe des Originals). Ihren ersten öffentlichen Auftritt hatte die Kombo 1971 bei einem Schulfest. Nach kurzer Zeit wurden Stefan Wulff und Olaf Casalich Bandmitglieder. Ab diesem Zeitpunkt nannten sie sich Ougenweide.
Die Multiinstrumentalisten Olaf Casalich, Wolfgang von Henko, Frank Wulff, sein jüngerer Bruder Stefan Wulff und Jürgen Isenbart nahmen 1973 mit dem Produzenten Achim Reichel ihr erstes Album Ougenweide auf, damals noch mit den Sängerinnen Renée Kollmorgen und Brigitte Blunck. Nachdem Blunck die Band bereits vor dem Erscheinen des Albums verlassen hatte und darauf nur noch als „Gast“ firmierte, stieg im September des gleichen Jahres die Sängerin Minne Graw ein. Kurze Zeit später trennte sich auch Renée Kollmorgen von Ougenweide, sodass Graw nun die alleinige weibliche Stimme der Band war.

### Jahre 1974–1979
Nach dem 1974 erschienenen Album All die weil ich mag, das textlich einen Bogen von den Merseburger Zaubersprüchen aus dem 9. Jahrhundert über Walther von der Vogelweide und Heinrich von Mügeln bis zu Goethe spannt, folgten 1975 Auftritte mit bekannten Musikern und Bands wie Fairport Convention, Steeleye Span, Planxty, Amazing Blondel, Alan Stivell und Konstantin Wecker. Dichter und Schriftsteller Peter Rühmkorf und Regisseur Gerd Zenkel erstellten im selben Jahr in Zusammenarbeit mit der Band einen Fernsehfilm über das Leben Walthers von der Vogelweide.
Ein Jahr später veröffentlichte die Band gleich zwei Alben. Die LP Ohrenschmaus enthält mit Im Badehaus, Pferdesegen, Bald anders und Kommt ihr Jungfern helft mir klagen einige der bekanntesten Lieder der Band. Noch im Dezember desselben Jahres erschien das Album Eulenspiegel, dessen erste Plattenseite ausschließlich Lieder enthält, die Ougenweide zu einer Tübinger Eulenspiegel-Inszenierung beisteuerte. Die zweite Seite bietet dagegen die bewährte Mischung aus Vertonungen mittelalterlicher Texte und beschwingten Tanzweisen. Totus floreo (aus der mittelalterlichen Liedersammlung Carmina Burana) und Wol mich der Stunde – die Bearbeitung eines mittelhochdeutschen Textes von Walther von der Vogelweide mit einer altfranzösischen Melodie – gehören zu den Stücken der B-Seite dieses Albums.
In den Jahren 1977 und 1978 gab Ougenweide jeweils bis zu 180 Konzerte. Das festigte ihren Ruf als Live-Band, was auch durch die Veröffentlichung des Live-Doppelalbums Ungezwungen dokumentiert wurde.
Die 13-teilige Fernsehserie Dokumente Deutschen Daseins (Regie: Gerd Zenkel), die 1978 gedreht wurde, betreute die Band sechs Folgen lang musikalisch. Diese Zusammenarbeit mündete in die LP Frÿheit, die erstmals keine mittelalterlichen Texte beinhaltet, sondern einen Bogen vom Bauernkrieg von 1525 über den Dreißigjährigen Krieg bis zur Revolution von 1848 spannt.
Außerdem wirkten Ougenweide in zwei Folgen über Die Stauffer, einem Film von Peter von Zahn, mit. Es folgten Auftritte in Fernseh-Musiksendungen wie Phonzeit, Liedercircus, Kultur- und Nordschau-Magazin sowie der Sesamstraße. Im gleichen Jahr sendete der Saarländische Rundfunk ein 45-Minuten-Porträt der Gruppe von einem Live-Auftritt in der mit 3.000 Zuschauern ausverkauften Saarbrücker Saarlandhalle.
Gastspielreisen brachten die Band in die Niederlande (de Doelen Rotterdam Festival), die Schweiz (Nyon Festival), nach Österreich, nach Polen, ins Elsass und nach England (als erste deutsche Band auf dem Cambridge Festival) und in die Sowjetunion zu Konzerten in Leningrad (St. Petersburg). Höhepunkte aber waren die Konzerte im Hamburger Stadtpark auf der Freilichtbühne, wo bis zu 4.000 Menschen tanzten. Im selben Jahr erschien im Verlag Zweitausendeins ein Liederbuch mit allen Noten und Texten der bisher erschienenen Studioalben.
Infolge dieses erfolgreichen Jahres erschien 1979 mit Ousflug die erste nicht von Achim Reichel produzierte LP. Mit einer weiteren Walther-von der-Vogelweide-Vertonung, drei Tänzen, einem sozialdemokratischen Text des 19. Jahrhunderts sowie einigen selbstgetexteten Stücken bietet Ousflug eine Art Quintessenz des bisherigen Schaffens der Band.

### Auflösung
Nachdem noch 1979 eine Art „Best of …“-Doppelalbum in der „Liederbuch“-Reihe der Polydor erschienen war, vollzog die Band mit dem 1980 veröffentlichten Album Ja-Markt einen radikalen Schnitt. Von „Minne-Rock“ ist nicht mehr viel zu spüren, stattdessen wartet die Platte mit rockigeren Klängen zu fast ausschließlich selbstgeschriebenen, sozialkritischen Texten auf.
Diese Anfang der 1980er freilich nicht mehr ganz zeitgemäße Mischung wurde auf dem 1981 erschienenen Album Noch aber ist April beibehalten und noch um ein ganzes Stück weitergetrieben. Diese Entfernung vom ursprünglichen Bandkonzept mag mit dafür verantwortlich sein, dass die LP sich so schlecht verkaufte, dass Ougenweide ihren Plattenvertrag verlor. Ihre Plattenfirma hinderte das aber nicht, 1983 die Kompilation Lieder aus 9 Jahrhunderten zu veröffentlichen. Auf den vier LPs finden sich die wichtigsten Lieder der Gruppe chronologisch nach ihrer textlichen Entstehung geordnet.
Der Erfolg der Band ließ in den folgenden Jahren weiter nach, was von Frank Wulff später einerseits mit dem veränderten Publikumsgeschmack, andererseits aber auch mit den immer weiter divergierenden musikalischen Präferenzen der einzelnen Bandmitglieder erklärt wurde. Trotz allem tourte die Band weiter, bis sie sich 1985 nach einer Abschiedstournee auflöste.
In den folgenden Jahren verfolgten die Musiker – zum Teil bis heute – unterschiedliche Projekte: die Wulff-Brüder und Wolfgang von Henko schrieben Film- und Theatermusik, Olaf Casalich arbeitete unter anderem als Trommellehrer, und alle sind hin und wieder als Gastmusiker für andere Musiker tätig. So war Frank Wulff festes Mitglied der Begleitband von Etta Scollo und der Achim Reichel Band (Wilder Wassermann Tour 2004 und Volxliedertour 2006). Daneben betrieben Frank und Stefan Wulff seit 1985 in den ehemaligen Proberäumen von Ougenweide das O’ton Studio, in dem beispielsweise Blumfeld ihr Album Verbotene Früchte produzierten, Lou Reed die Ouvertüre zu der im Hamburger Thalia Theater aufgeführten Rockoper TIME ROCKER einspielte, Bert Jansch, Pentangle, die Tiger Lillies und viele andere Musiker ihrer Passion nachgingen. Jürgen Isenbart unterhielt eine Kochsendung beim Offenen Kanal Hamburg, für die er 1999 in Stefan Raabs Sendung TV total für den „Raab der Woche“ nominiert wurde. Minne Graw nahm 1986/87 unter Mitwirkung von Frank und Stefan Wulff einige selbstgeschriebene Songs auf, für deren Veröffentlichung sie allerdings kein Plattenlabel fand, und zog sich danach ganz aus dem Musikgeschäft zurück. Die Soloaufnahmen erschienen erst 2010 unter dem Titel Ausgeträumt auf CD. Als Gastsängerin war sie 1993 in dem Song Mermaid In The Rain von The Perc Meets The Hidden Gentleman zu hören.

### Comeback
1996 trat die Band in neuer Besetzung zusammen – Minne Graw und Jürgen Isenbart waren nicht mehr dabei. Zusammen mit dem Tessera Streichquartett und dem A-cappella-Quintett Time Of Roses entstand das hörbar von esoterischen Ambient-Klängen beeinflusste Album SOL. Zwar schlossen sich an die Veröffentlichung einige sporadische Konzerte an (unter anderem auf dem Nürnberger Bardentreffen), jedoch stellte sich die Wiedervereinigung der Band als Projekt von kurzer Dauer heraus.
Mit dem Kennenlernen von Frank Wulff und Sabine Maria Reiß entstand 2000 die Idee zu einem erneuten Comeback der Gruppe. Es entstand eine intensive Zusammenarbeit, die 2006 in neue Konzerte und 2010 in das neue Album Herzsprung mündeten.
Die im September 2004 veröffentlichte Kompilation Wol mich der Stunde mit bislang unveröffentlichten Liveaufnahmen aus den Jahren 1970 bis 1985 war recht erfolgreich. Zur Vorstellung des Live-Samplers fand sich die Band für einen einmaligen Auftritt in einem Hamburger Club in Originalbesetzung zusammen. Ein Jahr später erschien Ouwe war, ebenfalls mit unveröffentlichten Liveaufnahmen.
Wegen der großen Resonanz der beiden Live-CDs entschied sich das Label Bear Family Records, die Original-Alben in den Jahren 2006 und 2007 auf CD wiederzuveröffentlichen. Zusätzlich sind Ougenweide 2006 auf der Bonus-CD des Best-of-Albums Kein Blick zurück von In Extremo mit einer neuen Version der Merseburger Zaubersprüche zu hören – dabei wirkte als Gast Minne Graw mit, obwohl die Band zu diesem Zeitpunkt mit Sabine Maria Reiß bereits eine neue Sängerin gefunden hatte.
Konzerte in der Neubesetzung fanden im Dezember 2006 in der Music Hall Worpswede, in Oberhausen sowie auf dem Burg-Herzberg-Festival und in Weinheim im Juli 2007 statt. 2008 gab es weitere Auftritte auf Norderney und in Mosbach-Neckarelz. Zuletzt spielte Ougenweide am 12. September 2009 zum zweiten Mal auf dem Festival-Mediaval in Selb alte und neue Lieder. Das war auch das letzte Konzert in der Besetzung mit Frank Wulff.
Im März 2007 erschien im Verlag der Spielleute ein Walther-von-der-Vogelweide-Sampler mit dem Titel Saget mir ieman: waz ist Minne?, für den Ougenweide in der neuen Besetzung eine Neufassung ihres Klassikers Ouwe beisteuerten und den Minnesänger Hans Hegner bei zwei Liedern begleiteten. 2008 wurde Ougenweide-Sänger Olaf Casalich beim Minnesänger-Wettstreit auf Burg Trifels mit dem „Ehrenpreis der Sänger und Spielleute“ für sein Lebenswerk als Pionier der Mittelalter-Rockszene ausgezeichnet.
Am 19. März 2010 verstarb Frank Wulff.
Am 23. April 2010 wurde zum 40-jährigen Bandjubiläum das neue Studioalbum Herzsprung veröffentlicht. Abgesehen von konventionellen Instrumenten wie Gitarre, Bass und Schlagzeug kommen so ungewöhnliche Instrumente wie Tritonshörner, Kinsho Koto, Dutar, Clavioline, Monochord, Launedda, Fiedel, Nyckelharpa und Waldoline zum Einsatz. Bei Ein leis und traurig Lied, einem Text, der Maria Stuart zugeschrieben wird, sind einige der im Hamburger Museum für Kunst und Gewerbe gesammelten Musikskulpturen (Cristal Baschet) der französischen Brüder Baschet zu hören.
Von der Urbesetzung der Band sind der Sänger und Perkussionist Olaf Casalich sowie Stefan Wulff dabei.
Neu hinzugekommen sind die Sängerin Sabine Maria Reiß, der Gitarrist Hinrich Dageför, der Schlagzeuger Martin Engelbach und der Holzbläser Krzysztof Gediga.
Am 5. April 2015 verstarb das Gründungsmitglied Jürgen Isenbart an den Folgen einer langjährigen Lungenerkrankung.

## Rezeption
Am 5. Juni 2010 gab es zum 40-jährigen Bestehen der Band auf Burg Falkenstein im Harz ein Tributkonzert mit Künstlern der Mittelaltermusikszene, unter anderem Die Irrlichter, Arundo, Holger Schäfer, Knud Seckel, Marcus van Langen und Spielleut Irregang. Dazu erschienen zwei Tribut-CDs, ein Album Tribut an Ougenweide – Minne, Rock und Zaubersprüche und die Maxi-CD Merseburger Zaubersprüche. Dabei wirkten auch In Extremo, Duivelspack, Oni Wytars, Triskilian, Galahad und Poeta Magica mit.
2011 coverte ASP das Lied Bald anders als Hommage an Frank Wulff. Es erschien auf der Single Wechselbalg und ein Remix davon wurde auf der Single Eisige Wirklichkeit veröffentlicht.

## Besetzung
- Frank Wulff-Raven: († 19. März 2010): Querflöte, Alt-Querflöte, Bass-, Tenor-, Alt-, Sopran- und Sopraninoblockflöte, Krummhörner, indische Metallflöte, arabische Schnarrflöte, chinesische Schnarrflöte, chinesische Membranflöte, Lotusflöte, Schalmei, Tin Whistle, Schneckenhorn, Bombarden, Musette, Alt-Saxophon, Klarinettino, Didgeridoo, Maultrommel, Akustische Gitarre, E-Gitarre, elektrische 12-saitige Gitarre, Mandoline, Mandola, Laute, Banjo, Bouzouki, Sitar, Saz, Dulcimer, Mandolinenbanjo, Zitôle, Drehleier, Kalimba, Harfenzither, Singende Säge, Schwirrholz, Flügel, Klavier, indisches Harmonium, Glöckchen, Perkussion, Spieluhr, Waterphone, Gesang (1970–2010)
- Olaf Casalich: Gesang, Schlagzeug, Perkussion, Congas, Bongos, Becken, Zimbeln, Pauke, Maracas, Tabla, Triangel, Röhrenglocken, Kleine Trommel, Gong, Fellschelle, Djembe
- Stefan Wulff: E-Bass, Phaser Bass, Kontrabass, Akustische Gitarre, Effektorgel, Harmonium, indisches Harmonium, E-Piano, Klavier, Flügel, Synthesizer, Psalter Synthesizer, Akkordeon, Zither, Cabasa, Talking Drum, Marimba, Perkussion, Drum Programming, Mundharmonika, Gesang
- Wolfgang von Henko: Akustische Gitarre, Konzertgitarre, Westerngitarre, Oktavgitarre, E-Gitarre, MIDI-Gitarre, E-Bow-Gitarre, Mandoline, Sample-Perkussion, Programming, Gesang (bis 1997)
- Jürgen Isenbart: († 5. April 2015): Glockenspiel, Xylophone, Marimba, Vibraphon, Perkussion, Schlagzeug, Schelle, Glocken, Röhrenglocken, Pauken, Stepptanz, Gesang (bis 1985)
- Minne Graw: (* 1952): Gesang, Harmonium, Cembalo, Klavier, Flügel, E-Piano, Fender Rhodes, Orgel, Positiv, Streicherorgel, Stringensemble, Synthesizer, Harfenzither, Marimba, Sopran-Blockflöte (1973–1985). Solo-LP Ausgeträumt (1985, VÖ 2010)[5]
- Brigitte Blunck: Gesang, Chor, Perkussion, Knochen (bis 1973)
- Renee Kollmorgen: Gesang, Chor, Perkussion, Triangel (bis 1973)
- Stefan Rager: Schlagzeug, Perkussion, Marimba, Programming, Glocken, Toypiano, Harfenzither, Bodhran, Udu, Gesang (1996)
- Sabine Maria Reiß: Gesang, Monochord, Singende Säge, Blockflöte (Mitglied seit 2000, Konzerte seit 2006)
- Hinrich Dageför: Akustik-Gitarre, E-Gitarre, Fidel, Kalimba (Konzerte seit 2006)
- Martin Engelbach: Schlagzeug, Violine, Glockenspiel (Konzerte seit 2006)
- Krzysztof Gediga: Harmonium, Akkordeon, Klarinette, Bassklarinette (Konzerte seit 2006)

## Diskografie

### Studioalben
- 1973: Ougenweide
- 1974: All die weil ich mag
- 1976: Ohrenschmaus
- 1976: Eulenspiegel
- 1978: Frÿheit
- 1979: Ousflug
- 1980: Ja-Markt
- 1981: Noch aber ist April
- 1996: Sol
- 2010: Herzsprung

### Livealben
- 1977: Ungezwungen, Doppel-LP
- 2004: Wol mich der Stunde
- 2005: Ouwe war

### Kompilationen
- 1979: Liederbuch Ougenweide, Doppel-LP
- 1983: Lieder aus 9 Jahrhunderten
- 2007: Walther von der Vogelweide – Saget mir ieman: waz ist Minne?, mit Poeta Magica, Hans Hegner, Anno Domini, Ioculatores, Musiktheater Dingo und vielen anderen

### Wiederveröffentlichungen
- 1988: Liederbuch Ougenweide
- 2006: Ougenweide / All die weil ich mag
- 2006: Ohrenschmaus / Eulenspiegel
- 2007: Frÿheit / Ousflug
- 2007: Ja-Markt / Noch aber ist April
- 2007: Ungezwungen